# Robert Göldlin von Tiefenau
Robert Ulrich Johann Baptist Göldlin von Tiefenau (* 24. August 1832 in Luzern; † 28. Oktober 1903 ebenda) war ein Schweizer Militärarzt.

## Leben
Robert Göldlin von Tiefenau entstammt der katholischen Patrizierfamilie Göldlin von Tiefenau. Geboren als Sohn des Majors in holländischen Diensten Franz Bernard Göldlin von Tiefenau und der Karolina Luthiger studierte Robert Göldlin an den Universitäten Zürich und Würzburg Medizin. In Zürich schloss er sich im Jahr 1852 dem Corps Tigurinia an.
Nach Praxistätigkeit in Luzern und Weggis in den Jahren 1858 und 1859 trat er 1859 als Unterarzt in das 4. Schweizer Regiment in neapolitanischen Diensten. 1860 bei der Belagerung von Gaeta war er Oberarzt des 1. Fremden-Bataillons. Danach praktizierte er als Spitalarzt in Luzern. 1882 wurde er zum Oberinstruktor der eidgenössischen Sanitätstruppen ernannt und 1883 zum Oberst befördert.

## Auszeichnungen
- 1861 wurde Robert Göldlin mit der Gaetamedaille ausgezeichnet.